# Orden (informática)
Una orden/instrucción (también conocida con el extendido anglicismo/barbarismo comando -calco del inglés command, que significa orden, mandato-) es una instrucción que el usuario proporciona a un sistema informático, desde la línea de órdenes (como una shell) o desde una llamada de programación. Puede ser interno (contenido en el propio intérprete) o externo (contenido en un archivo ejecutable).
Suele admitir parámetros o argumentos de entrada, lo que permite modificar su comportamiento predeterminado. Suelen indicarse tras una barra "/" (en sistemas operativos DOS) o un guion simple "-" o doble "--" (en sistemas operativos Unix).

## Línea de comandos
La consola (del inglés shell) o intérprete de órdenes, es el programa que ejecuta la interfaz de línea de órdenes, que permite al usuario mandar instrucciones mediante la pulsación de la tecla ↵ Entrar en el teclado, lanzando la ejecución de procesos internos al propio intérprete de instrucciones o de programas externos al mismo. Algunas de estas consolas son:
- command.com para los sistemas basados en DOS (MS-DOS, PC-DOS, DR-DOS, FreeDOS, etc.)
- cmd.exe para los sistemas basados en Windows NT[2] (2000, XP, 2003 Server, Vista, 2008 Server, etc.)
- bash, sh, csh, ksh, etc. para los sistemas basados en Unix, entre los que figuran Android, Mac OS X, GNU/Linux, *BSD, Solaris, etc..

En sistemas operativos tipo Windows, puede lanzarse el intérprete pulsando la tecla ⊞ Win+R y ejecutando la orden: cmd. En sistemas operativos tipo UNIX, como Linux, el intérprete de comandos (por defecto suele ser bash) aparece disponible en el menú de aplicaciones, por lo que se puede ejecutar mediante el ratón, haciendo clic sobre el icono correspondiente.

## Intérprete de comandos

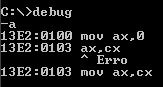
Intérprete de comandos de MS-DOS

Las líneas de comandos o de órdenes que escribe el usuario no se ejecutan tal como se han escrito, son procesadas antes de su ejecución. Por ejemplo la orden: DELETE *.TXT emplea un metacarácter * que permite seleccionar todos los ficheros con extensión "TXT".
El encargado de recibir la línea que escribe el usuario, modificarla, ejecutarla o solicitar su ejecución es el denominado intérprete de órdenes o shell del sistema.
El intérprete de órdenes es un programa de estructura repetitiva, cuyas funciones principales son las siguientes:
1. Muestra el prompt del sistema.
2. Expande los caracteres genéricos tales como el asterisco o la interrogación.
3. Realiza los redireccionamientos tanto de la entrada de datos, como de las salidas.
4. Si es una orden interna, lo ejecuta.
5. Si es una orden externa (un programa), intenta localizar recorriendo la lista de directorios de la variable PATH y si lo encuentra solicita su ejecución al sistema operativo.
6. En caso contrario indica que no puede ejecutar dicha orden.

## Inicio de la ejecución del intérprete de instrucciones
Para iniciar el funcionamiento del intérprete de órdenes en Windows, hay que seleccionar Inicio/Ejecutar, escribir cmd y pulsar ↵ Entrar. De este modo se inicia una sesión utilizando el intérprete cmd.exe. Escribir help y pulsar ↵ Entrar para obtener ayuda.
En sistemas operativos tipo UNIX, hay que escribir el nombre del intérprete (bash, sh, csh, etc) para empezar a usarlo.

## Tipos de instrucciones
Las instrucciones del sistema se dividen en internas y externas.
Para obtener una relación de las posibles instrucciones del sistema, puede utilizarse la orden help. Para ello, se teclea la palabra 'help' en la línea de órdenes del siguiente modo:
Ejemplo:
```
help
```

### Comandos internos
Ejemplo:
```
ver
```

Esta orden muestra la versión del sistema operativo con el que estamos trabajando.
Ejemplo:
```
cd
```

Esta instrucción, al ser ejecutada por el intérprete, muestra el directorio o carpeta en la que se está trabajando en ese momento. A ese directorio se le suele denominar directorio en curso o directorio de trabajo (el cual puede mostrarse con la orden pwd).
Existe otra forma de utilizar esta instrucción. En la misma se le indica la carpeta a la que se desea acceder
Por ejemplo:
```
cd /tmp
```

Al ser ejecutada esta orden, el directorio en curso pasará a ser el /tmp (por supuesto si dicho directorio existe).

### Instrucciones externas (programas)
Las instrucciones externas son órdenes que no sabe ejecutar el intérprete directamente, y que necesitan ser primero localizadas en el disco para su ejecución. Son sencillamente programas, es decir, son ejecutables que se encuentran en uno de los discos del ordenador.
Para su localización, el intérprete los busca en una serie de directorios, en concreto aquellos que están indicados en la variable PATH.
Ejemplo:
```
./keyboard
```